# ستيوارت يودال
ستيوارت يودال (بالإنجليزية: Stewart Udall)‏ (و. 1920 – 2010 م) هو سياسي، ومحام من الولايات المتحدة الأمريكية ولد في سانت جونز، أريزونا.
وهو عضو في الحزب الديمقراطي الأمريكي .

## التعليم
تعلم في جامعة أريزونا.

## روابط خارجية
- ستيوارت يودال على موقع مونزينجر (الألمانية)
- ستيوارت يودال على موقع إن إن دي بي (الإنجليزية)